# Hydroptila recurvata
Hydroptila recurvata är en nattsländeart som beskrevs av Harris och Darcy B. Kelley 1984. Hydroptila recurvata ingår i släktet Hydroptila och familjen smånattsländor. Inga underarter finns listade i Catalogue of Life.